# Musée d'histoire nationale d'Athènes
Le musée d'histoire nationale d'Athènes (en grec moderne : Εθνικό Ιστορικό Μουσείο) est un musée centré sur l'histoire de la Grèce de la prise de Constantinople par les Turcs en 1453 à la Seconde Guerre mondiale. Fondée en 1882, l'institution est située dans les locaux de l'ancien parlement grec depuis 1960.  

## Emplacement
Le musée est situé dans le centre-ville d'Athènes, à l'ouest de la rue Stadíou et à environ 200 m au nord-ouest de la place Sýntagma. Les espaces publics qui entourent le bâtiment forment la place Theódoros Kolokotrónis. Une statue équestre en bronze de ce héros de la guerre d'indépendance grecque, réalisée par le sculpteur Lázaros Sóchos, trône depuis 1954 devant l'édifice.

## Bâtiment
Initialement envisagé en 1858 par la reine Amalia comme siège du Parlement et du Sénat hellénique, le bâtiment connut une modification de ses plans à la suite de la destitution du roi Othon Ier et de l'abolition du Sénat. Les travaux originels de l'architecte français Florimond Boulanger furent ainsi repris et modifiés par Panagís Kálkos (en). La première session de l'Assemblée nationale eut lieu dans le nouveau bâtiment le 11 août 1875 en présence du Premier ministre Charílaos Trikoúpis.

## Histoire
Dès sa création en 1882, la Société historique et ethnologique de Grèce œuvra à la constitution d'une collection d'objets historiques présentée à l'époque dans des locaux de l'Université polytechnique nationale d'Athènes. Au sortir de la Seconde Guerre mondiale, l'institution et son musée furent temporairement transférés au n° 38 de l'avenue Vasilíssis Amalías dans l'attente de voir les procédures d'installation dans l'ancien parlement hellénique aboutir. Cet emménagement concrétisé en 1960, le musée d'histoire nationale, placé sous la juridiction de la Société historique et ethnologique de Grèce, fut inauguré le 21 juin 1962 après deux ans de travaux.
En 1979, un descendant de Lázaros Koundouriótis, armateur héros de la guerre d'indépendance, légua à la Société historique et ethnologique de Grèce son manoir dans le but de le transformer en musée. Une annexe du musée d'histoire nationale ouvrit ainsi ses portes en 2001 sur l'île d'Hydra.

## Collections
La collection permanente présente une grande diversité d'objets datant du milieu du XVe siècle à la première moitié du XXe siècle tels que des costumes traditionnels et militaires, des armes, des portraits et sculptures de personnages historiques, des tableaux et des manuscrits. Les différentes pièces du musée sont exposées dans les ailes latérales tandis que l'ancien hémicycle de l'Assemblée nationale accueille des conférences. L'institution héberge également une bibliothèque, des archives historiques, et photographiques ainsi qu'un atelier de restauration des documents anciens.

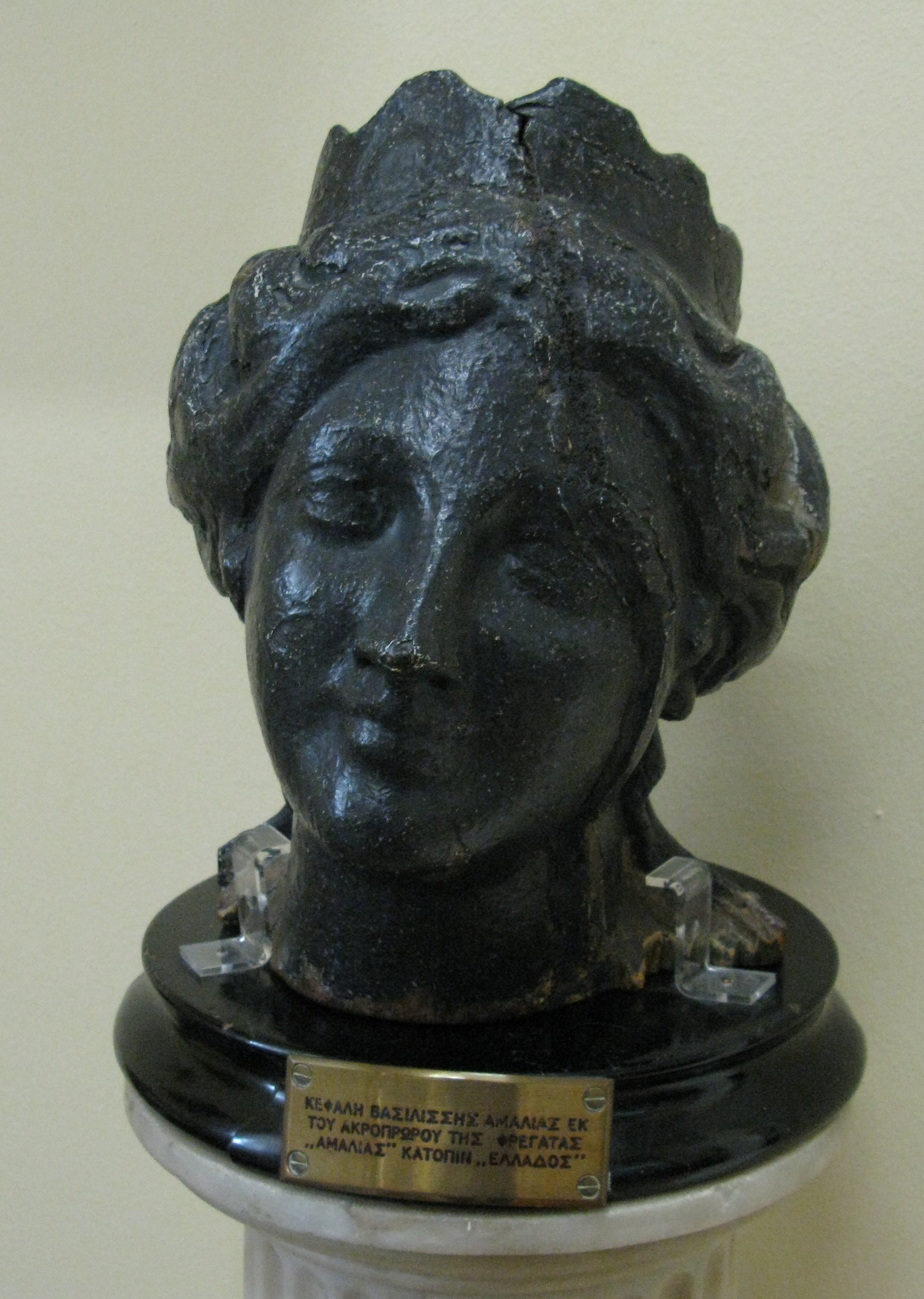
Buste de la reine Amalia.
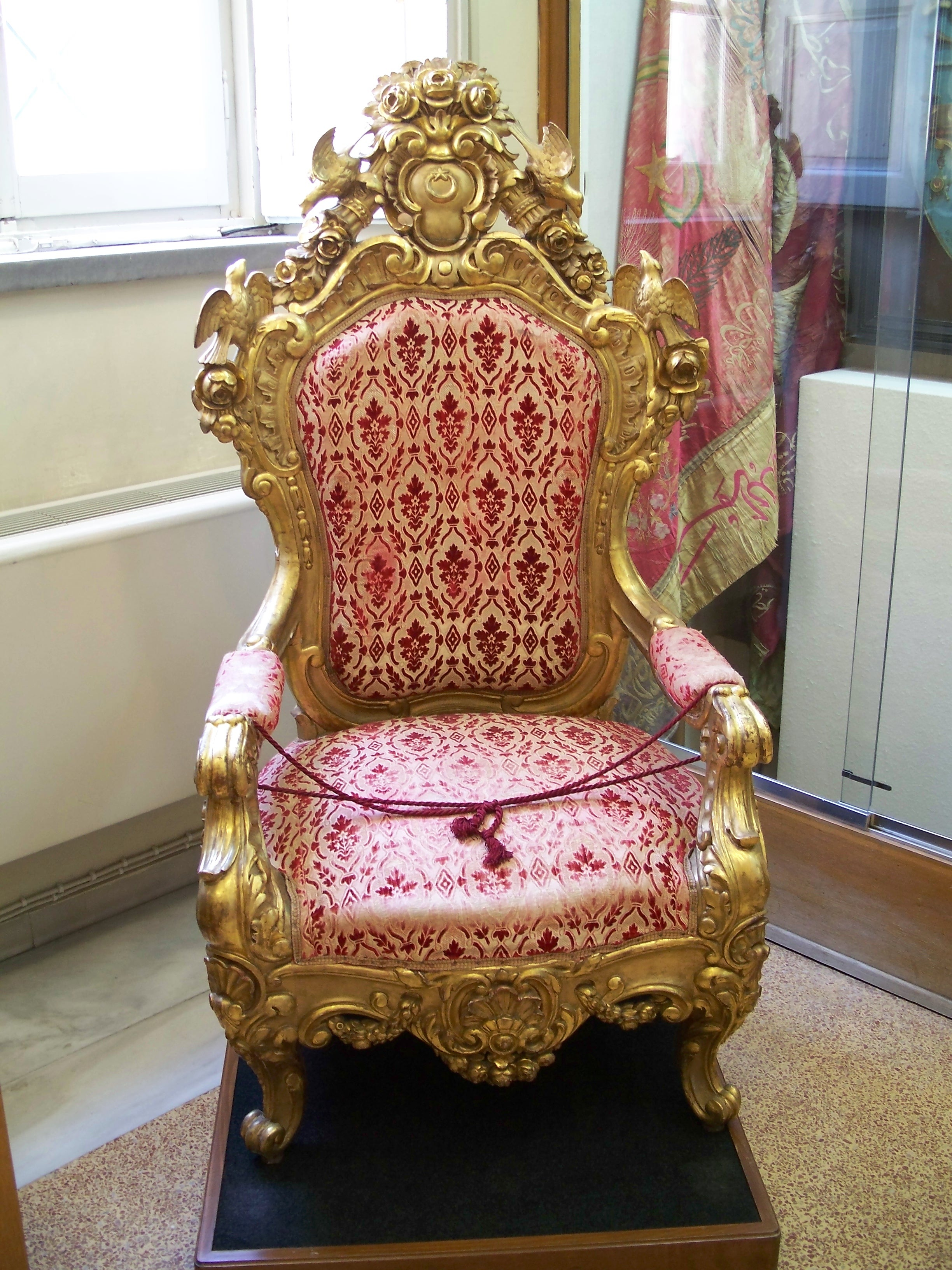
Trône ottoman.
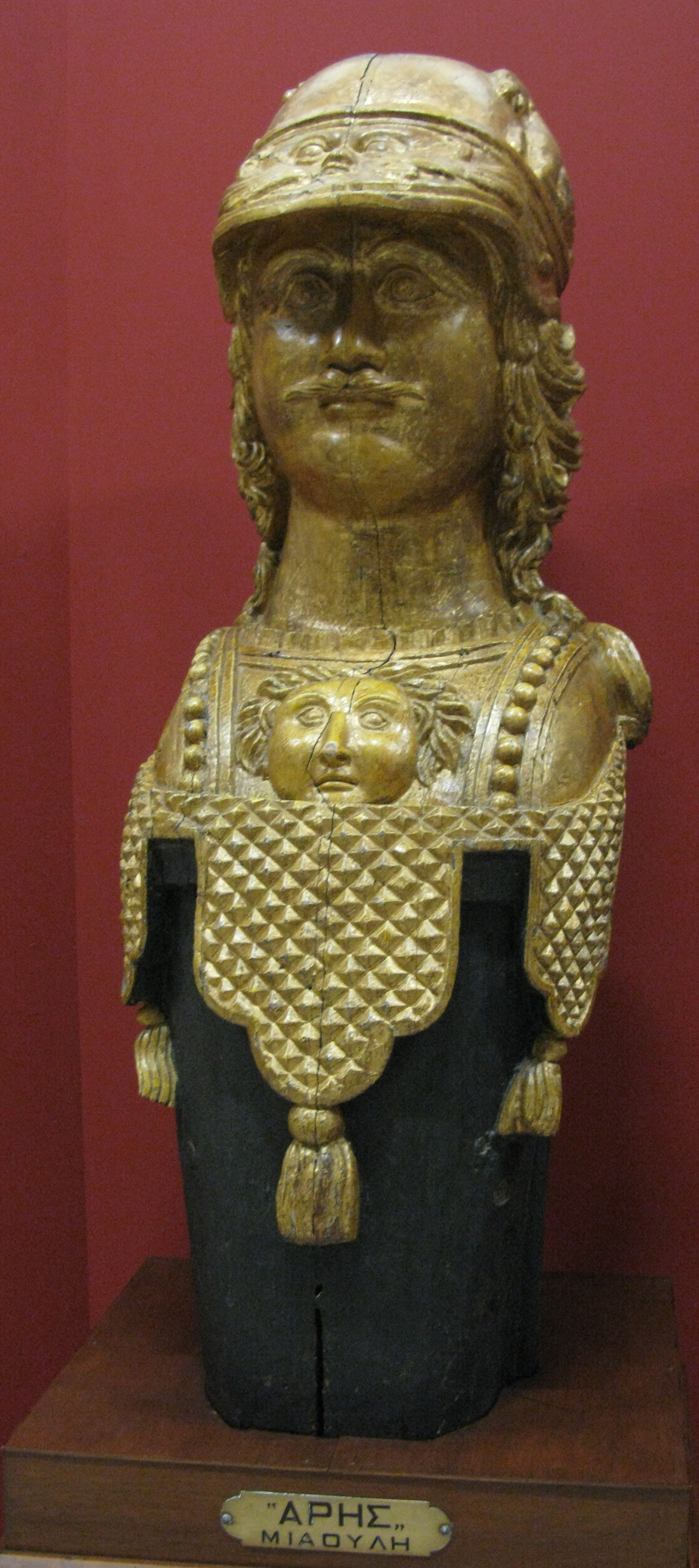
Figure de proue de l'Arès d'Andréas Miaoúlis.
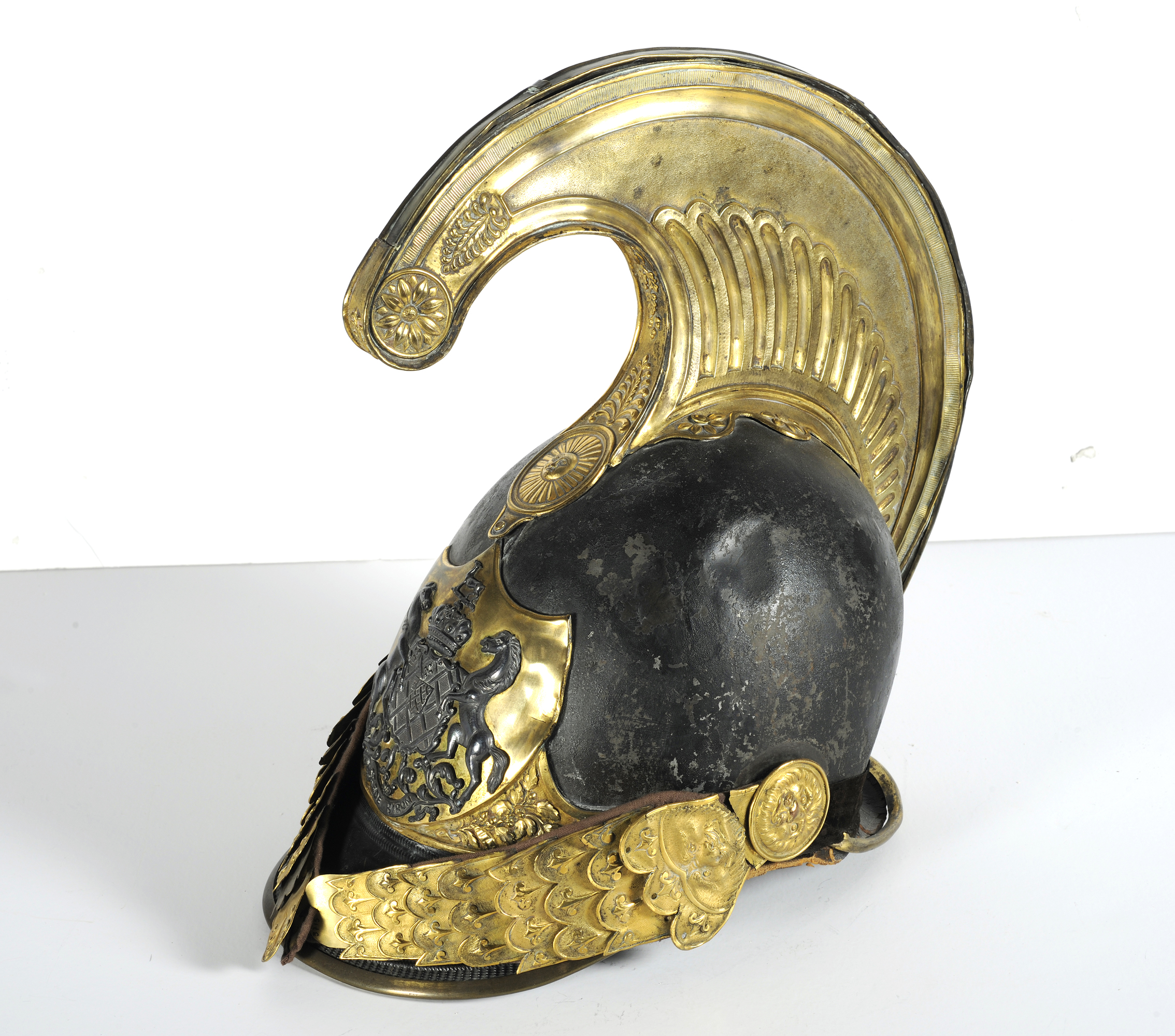
Casque de Lord Byron.
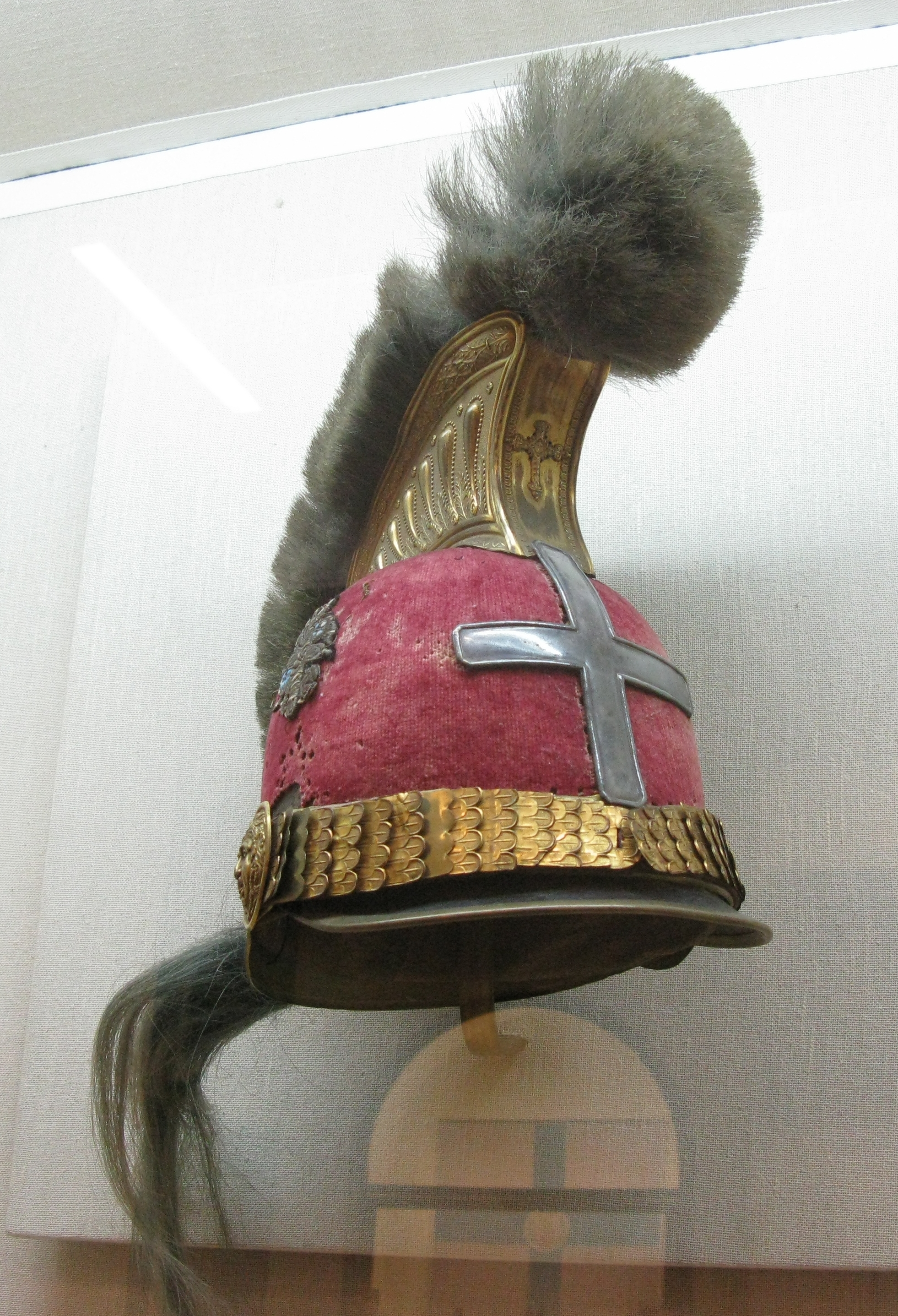
Casque de Theódoros Kolokotrónis.
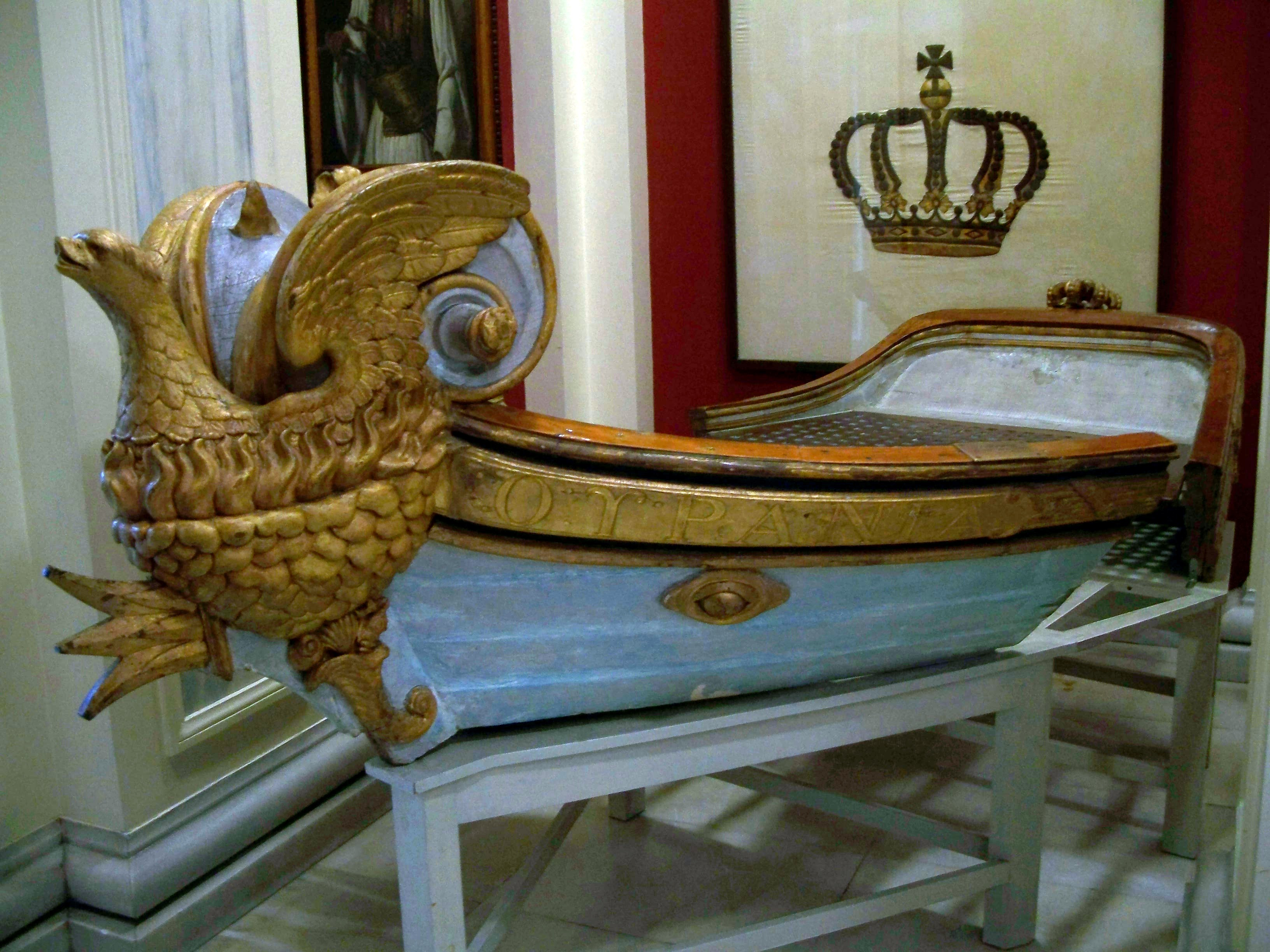
Bateau Ourania d'Othon Ier.
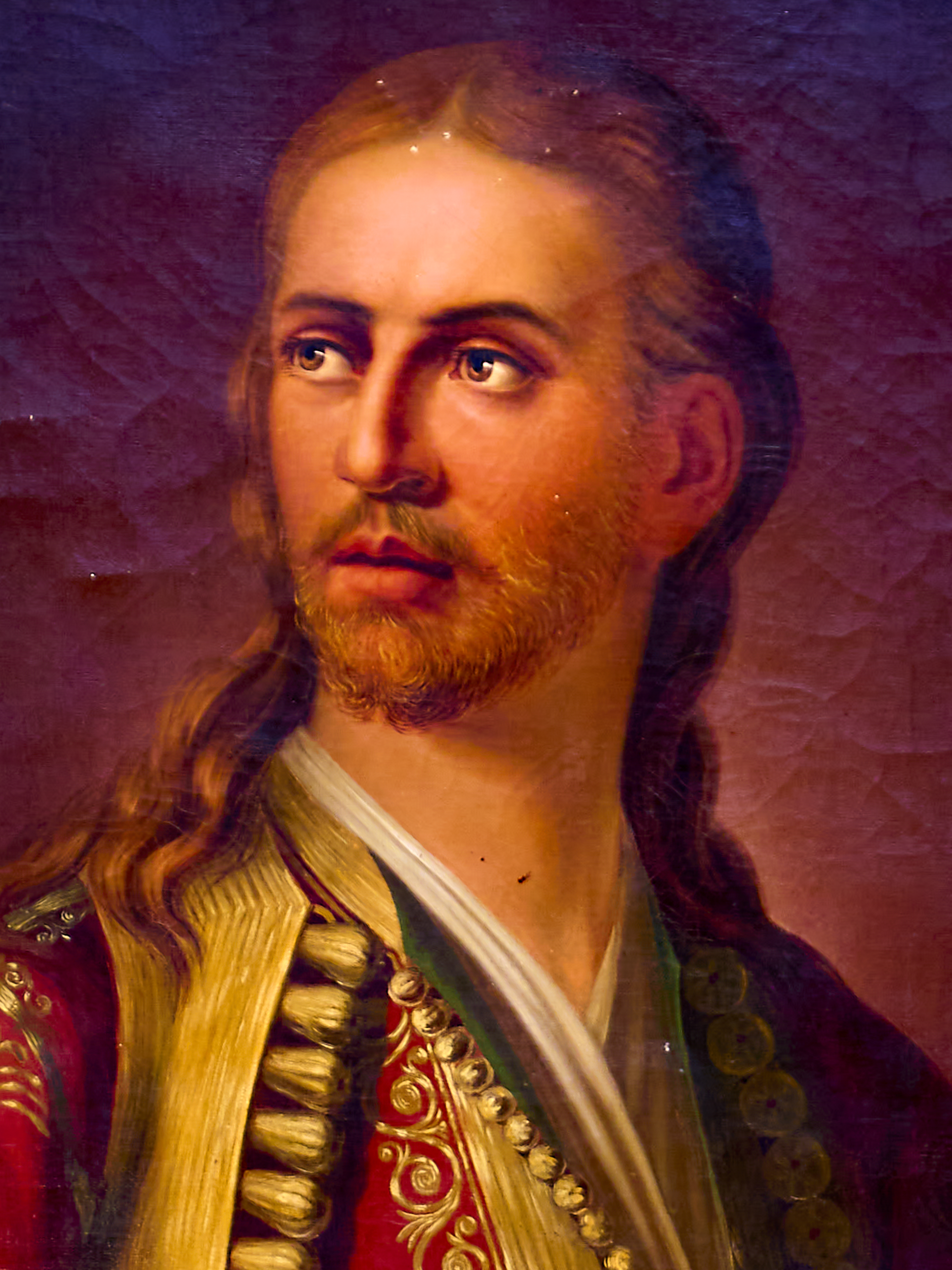
Portrait d'Ilías Mavromichális par Dionýsios Tsókos (XIXe siècle).